# Karl-Richard Bausch
Karl-Richard Bausch (* 23. Februar 1939 in Ravensburg; † 31. März 2022) war ein deutscher Sprachwissenschaftler.

## Leben
Nach dem Besuch des Spohn-Gymnasiums in seiner Heimatstadt Ravensburg und dem Studium (1958–1963) der romanischen und englischen Philologie, der Allgemeinen Sprachwissenschaft und der Philosophie an den Universitäten Tübingen, Nancy, London, Santander, Straßburg und Florenz war Bausch von 1963 bis 1966 wissenschaftlicher Assistent am Romanischen Seminar der Universität Tübingen. Er wurde 1964 an der Universität Tübingen promoviert mit der Dissertation Verbum und verbale Periphrase im Französischen und ihre Transposition im Englischen, Deutschen und Spanischen in den Fächern romanische und englische Philologie sowie Philosophie. Von 1966 bis 1968 wirkte er als DAAD-Lektor für deutsche Sprache an der Universität Florenz. 
Nach der Staatsprüfung 1965 für das Lehramt an Gymnasien in den Fächern Französisch und Englisch wurde er 1972 Lehrstuhlinhaber für Sprachlehrforschung an der Fakultät für Philologie der Ruhr-Universität Bochum. Im Jahr 2007 wurde er emeritiert. Rufe an die Universität Frankfurt, die Universität Klagenfurt und die Universität Hamburg lehnte er ab. Gastprofessuren führten ihn an zahlreiche Universitäten, darunter die Universitäten Antwerpen, Dubrovnik, Florenz, Klagenfurt, Kopenhagen, Manchester, Montréal, Odense, Pisa, Rom, Shangai, Tokio, Tours, Turin, Utrecht, Vancouver und Warschau.
Karl-Richard Bausch starb Ende März 2022 im Alter von 83 Jahren. Er wurde auf dem Hauptfriedhof Ravensburg beigesetzt.

## Auszeichnungen
- 2003: Offizier des Ordre des Palmes Académiques
- 2004: Ritter des Verdienstorden der Italienischen Republik